# فلافيو برلزا
فلافيو برلزا هو لاعب كرة قدم إكوادوري في مركز الدفاع، ولد في 7 أكتوبر 1952 في إسمرالداس في الإكوادور. لعب مع نادي برشلونة.